# Alue Itam Reudeup
Alue Itam Reudeup is een bestuurslaag in het regentschap Aceh Utara van de provincie Atjeh, Indonesië. Alue Itam Reudeup telt 193 inwoners (volkstelling 2010).